# Jenny Palmqvist
Pour les articles homonymes, voir Palmqvist.
Jenny Palmqvist est une arbitre suédoise de football née le 2 novembre 1969.

## Carrière
Jenny Palmqvist est une arbitre internationale depuis 2002. Palmqvist arbitre trois matchs du Championnat d'Europe de football féminin 2009, deux matchs des Jeux olympiques de 2008 et deux matchs de la Coupe du monde de football féminin 2007. Elle fait partie des 16 arbitres retenues pour la Coupe du monde de football féminin 2011. Elle arbitrera la finale de la Ligue des champions féminine de l'UEFA 2011-2012.